# ワイルド・サモアンズ
ザ・ワイルド・サモアンズ（The Wild Samoans）は、かつてアメリカ合衆国で活動したプロレスのタッグチーム。東サモア諸島出身のプロレスラー、アファ・アノアイとシカ・アノアイの兄弟で結成された。
原住民スタイルのバーバリアン系ヒールとして北米の主要テリトリーで活躍、日本では「南海の獣人」の異名で呼ばれた。

## メンバー
アファ・アノアイ（Afa Anoa'i、1942年11月21日 - 2024年8月16日）
- ワイルド・サモアン1号。身長188cm、体重137kg。アノアイ・ファミリーの総帥。

シカ・アノアイ（Sika Anoa'i、1945年4月5日 - 2024年6月25日）
- ワイルド・サモアン2号。身長188cm、体重130kg。アファの実弟。

※1983年から1984年にかけては、WWFにおいてアファの息子サムラ・アノアイ（Samula Anoa'i）もサモアン3号としてメンバーに加わっていた。

## 来歴
少年時代に一家でカリフォルニア州サンフランシスコに移住し、兄のアファはアメリカ海兵隊除隊後の1971年にプロレスラーとしてデビュー。後に弟のシカもデビューして、スチュ・ハートの主宰するカナダ・カルガリーのスタンピード・レスリングにてザ・サモアンズ（The Samoans）を結成。1973年にはシャチ横内&ヤス藤井の日本人コンビとインターナショナル・タッグ王座を争った。バンクーバーでは同年11月5日、ジン・キニスキー&ザ・ブルートからNWAカナディアン・タッグ王座を奪取している。
1975年にはジ・アイランダーズ（The Islanders）のチーム名でザ・シークの牛耳るデトロイト地区に参戦。8月15日にハンク・ジェームス&マイティ・イゴール、10月30日にジェームス&フレッド・カリーを破り、同地区認定のNWA世界タッグ王座を2度に渡って獲得した。1976年からはテネシーやアラバマなど南部で活動、アラバマではリップ・タイラー&エディ・サリバンを相手にNWAガルフ・コースト・タッグ王座を争った。
1977年6月、チーム名をサモアンズに戻して国際プロレスに初来日。キラー・トーア・カマタ、ジプシー・ジョー、ミスター・ヒトと共闘して、ラッシャー木村をはじめ日本陣営と流血戦を繰り広げた。翌1978年1月の再来日では、1月5日に大阪府立体育館にてグレート草津&アニマル浜口からIWA世界タッグ王座を奪取。1月20日に大田区体育館にて草津&浜口に奪回されるも、1979年3月の来日でも岐阜と境町で新王者チームの浜口&マイティ井上に2回挑戦。シカは同月29日に足立区の東京マリンにて木村と金網デスマッチを行っている。
1979年10月よりWWFに登場。キャプテン・ルー・アルバーノをマネージャーに迎え、1980年4月12日にフィラデルフィアにてイワン・プトスキー&ティト・サンタナを破り、WWFタッグ王座を獲得した。8月9日にニューヨークのシェイ・スタジアムで開催されたビッグイベント『ショーダウン・アット・シェイ』にてボブ・バックランド&ペドロ・モラレスの頂上コンビに王座を奪われるが、2冠王となったバックランドがタイトルを返上。1カ月後の9月9日に行われた王者チーム決定戦でトニー・ガレア&レネ・グレイを下して王座に返り咲き、11月8日にガレア&リック・マーテルに敗れるまで戴冠した。
1981年1月、WWFとの提携ルートで新日本プロレスに来日。1月23日に高知県民体育館、2月12日に後楽園ホールにて、坂口征二&長州力の保持する北米タッグ王座に2度に渡って挑戦した。同年11月開幕の第2回MSGタッグ・リーグ戦にも出場し、アンドレ・ザ・ジャイアント&グレイ、パット・パターソン&バッドニュース・アレン、キラー・カーン&タイガー戸口などのチームと対戦したが、負傷により途中欠場しており、白星はカネック&スペル・マキナからの1勝のみという戦績で終わっている。
同年、アメリカではビル・ワットが主宰していたMSWAで活動、アーニー・ラッドをマネージャーに迎え、ディック・マードックやマイク・ジョージと組んだジャンクヤード・ドッグとミッドサウス・タッグ王座を争った。1982年はジム・バーネットのジョージア・チャンピオンシップ・レスリングに参戦し、8月29日にファビュラス・フリーバーズ（マイケル・ヘイズ&テリー・ゴディ）からNWAナショナル・タッグ王座を奪取している。
1983年よりWWFに再登場。3月8日にストロンボー・ブラザーズ（チーフ・ジェイ・ストロンボー&ジュールズ・ストロンボー）を破り、WWFタッグ王座への3度目の戴冠を果たす。11月15日にソウル・パトロール（ロッキー・ジョンソン&トニー・アトラス）にタイトルを奪われてからは、マネージャーのアルバーノと仲間割れしてベビーフェイスに転向。アルバーノが新しくマネージメントするノース・サウス・コネクション（マードック&アドリアン・アドニス）と抗争した。
1984年11月にWWFを離れた後、モントリオール地区などへの出場を経てチームを解散。以降はそれぞれ単独でWWFに登場し、シカは1986年から1988年にかけてヒールのシングル・プレイヤーとして前座戦線で活動。アファは1992年から1994年まで、息子のサムゥと甥のファトゥのザ・ヘッドシュリンカーズ（The Headshrinkers）のマネージャーを務めていた。
1990年代に引退し、ペンシルベニア州アレンタウンにてプロレスラー養成所のワイルド・サモアン・トレーニング・センター（The Wild Samoan Training Center）を開設。ビリー・キッドマン、ジーン・スニツキー、バティスタなどを輩出している。2007年には揃ってWWE殿堂に迎えられ、アファの息子サムラ・アノアイとシカの息子マット・アノアイがインダクターを務めた。
2024年6月25日、シカが死去。79歳没。この約2ヶ月後の8月16日、アファも死去した。81歳没。

## 獲得タイトル
スタンピード・レスリング
- インターナショナル・タッグ王座（カルガリー版）：2回 [5]

NWAデトロイト
- NWA世界タッグ王座（デトロイト版）：2回 [7]

NWAオールスター・レスリング
- NWAカナディアン・タッグ王座（バンクーバー版）：1回[6]

ガルフ・コースト・チャンピオンシップ・レスリング
- NWAガルフ・コースト・タッグ王座：2回 [8]

ジョージア・チャンピオンシップ・レスリング
- NWAナショナル・タッグ王座：1回 [16]

インターナショナル・レスリング・エンタープライズ
- IWA世界タッグ王座：1回 [9]

ミッドサウス・レスリング・アソシエーション
- ミッドサウス・タッグ王座：3回 [15]

ワールド・レスリング・フェデレーション / ワールド・レスリング・エンターテインメント
- WWFタッグ王座：3回 [12]
- WWE殿堂：2007年度[22]